# Elomya collinarts
Elomya collinarts là một loài ruồi trong họ Tachinidae.